# Sindrome MASS
La sindrome MASS o fenotipo MASS è un disturbo ereditario del tessuto connettivo, a carattere autosomico dominante, con un quadro clinico simile, ma meno grave, a quello della sindrome di Marfan. L'acronimo MASS deriva da Mitral valve prolapse, Aortic root ectasia, Stretch marks of the skin e Skeletal abnormalities). È causato da una mutazione a carico del gene FBN1, che cofifica per la fibrillina-1 ed le cui mutazioni sono responsabili anche della sindrome di Marfan. I difetti funzionali della fibrillina-1 che ne conseguono portano a una ridotta elasticità e ad un'eccessiva lassità dei legamenti, della parete dei vasi sanguigni (in particolare della tonaca media delle arterie) e della cute.
Nella sindrome MASS, oltre al prolasso mitralico e all'ectasia della radice aortica, può essere presente anche miopia. Le anomalie scheletriche riscontrabili includono scoliosi, cifosi, cifoscoliosi, petto carenato o escavato. È inoltre di frequente riscontro un'ipermobilità delle articolazioni.
Rispetto alla sindrome di Marfan, in cui la dilatazione aortica tende ad evolvere in aneurisma dell'aorta ascendente con conseguente alto rischio di dissezione o rottura dell'arteria, nella sindrome MASS l'ectasia tende a non diventare francamente aneurismatica; ciò limita fortemente il rischio delle suddette complicanze potenzialmente mortali. Anche la manifestazioni cutanee e scheletriche della sindrome tendono ad essere meno marcate di quelle della malattia di Marfan. Inoltre, a differenza dei pazienti Marfan, quelli con sindrome MASS non vanno quasi mai incontro alla sublussazione del cristallino.
Nonostante la prognosi della sindrome MASS sia migliore rispetto a quella della sindrome di Marfan, le due patologie vengono in genere monitorate nel tempo con lo stesso approccio, in particolare con controlli periodici della radice aortica per evidenziare eventuali progressioni della dilatazione del vaso, in vista di un eventuale intervento chirurgico a scopo preventivo in caso di raggiungimento di diametri pericolosi.